# The Princess of Wales' Own Regiment
The Princess of Wales' Own Regiment, abrégé en PWOR, (littéralement « Le Régiment de la princesse de Galles »), est un régiment d'infanterie de la Première réserve de l'Armée canadienne. Il a été créé en 1863 en tant que le 14th Battalion Volunteer Militia Rifles of Canada (littéralement le « 14e Bataillon de fusiliers de la Milice volontaire du Canada ») et il adopta son nom actuel peu après le mariage entre le prince de Galles, devenu plus tard le roi Édouard VII, et Alexandra de Danemark. Il fait partie du 33e Groupe-brigade du Canada au sein de la 4e Division du Canada et est stationné à Kingston en Ontario.
The Princess of Wales' Own Regiment perpétue l’histoire de différentes unités de la guerre de 1812 : le Battalion of Incorporated Militia of Upper Canada (littéralement le « Bataillon de Milice incorporée du Haut-Canada »), le 1st Regiment of Addington Militia (littéralement le « 1er Régiement de la Milice d'Addington »), le 1st Regiment of Frontenac Militia (littéralement le « 1er Régiment de la Milice de Frontenac ») et le 1st Regiment of Lennox Militia (littéralement le « 1er Régiment de la Milice de Lennox »). Il perpétue également l'histoire de trois bataillons du Corps expéditionnaire canadien (CEC) qui ont servi durant la Première Guerre mondiale : le 21e Bataillon (Eastern Ontario), CEC, le 59e Bataillon (Ontario), CEC et le 253e Bataillon (Queen's University Highland), CEC.
The Princess of Wales' Own Regiment possède un total de 22 honneurs de bataille. De nos jours, les membres du régiment sont appelés à servir volontairement lors d'opérations domestiques ou outre-mer des Forces armées canadiennes.

## Rôle et organisation
The Princess of Wales' Own Regiment est un régiment d'infanterie de la Première réserve de l'Armée canadienne. Il fait partie du 33e Groupe-brigade du Canada au sein de la 4e Division du Canada. Il est basé au manège militaire de Kingston en Ontario.

## Histoire
| Nom                                                          | Date              |
| ------------------------------------------------------------ | ----------------- |
| The 14th Battalion Volunteer Militia Rifles, Canada          | 16 janvier 1863   |
| 14th Battalion, "The Princess of Wales' Own Rifles"          | 12 juin 1868      |
| 14th Regiment "The Princess of Wales' Own Rifles"            | 8 mai 1900        |
| The Kingston Regiment (The Princess of Wales' Own)           | 12 mars 1920      |
| The Princess of Wales' Own Regiment                          | 1er avril 1921    |
| The Princess of Wales' Own Regiment (Machine Gun)            | 15 décembre 1936  |
| 2nd (Reserve) Battalion, The Princess of Wales' Own Regiment | 12 mai 1942       |
| The Princess of Wales' Own Regiment (Machine Gun) (Reserve)  | 15 septembre 1944 |
| The Princess of Wales' Own Regiment                          | 1er avril 1946    |

### Origines et création
L'unité a été créée le 1er janvier 1863 en tant que The 14th Battalion Volunteer Militia Rifles of Canada à partir de l’amalgamation de sept compagnies de fusiliers indépendantes de Kingston en Ontario. Peu après le mariage entre le prince de Galles, qui devint plus tard le roi Édouard VII, et Alexandra de Danemark, l’unité demanda à la princesse de Galles de devenir son propre régiment et la permission lui fut accordée. Ainsi, le 12 juin 1868, le bataillon fut renommé en « The 14th Battalion, "The Princess of Wales' Own Rifles" ».

### Premier conflits

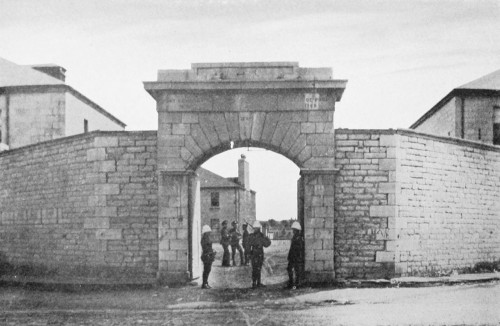
Le fort Frontenac en 1870

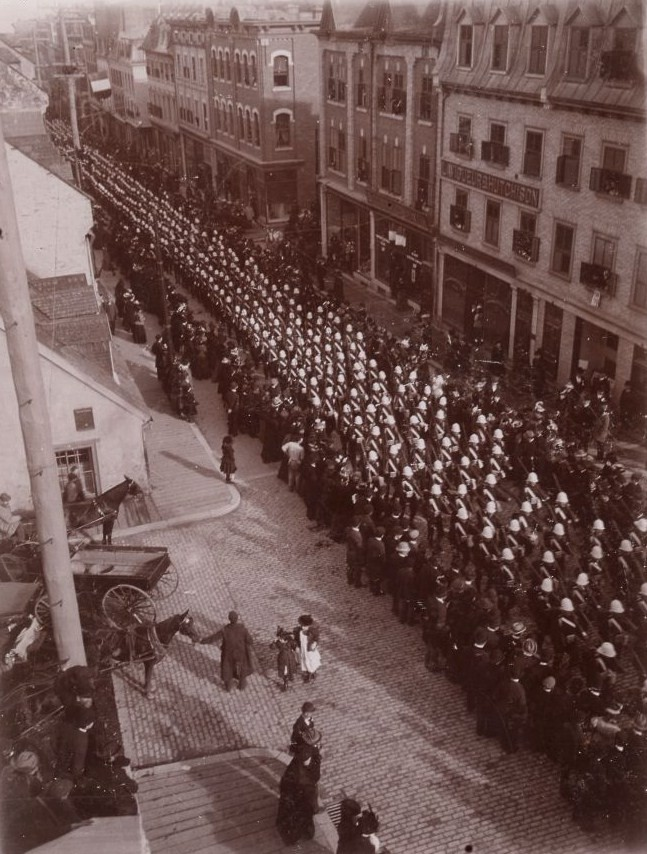
Le premier contingent canadien défilant dans la ville de Québec avant de partir pour la guerre en Afrique du Sud

En 1866, dans la foulée des raids féniens, le bataillon a été mis en service actif pour servir à Niagara, puis, à Cornwall en Ontario.
En 1885, durant la Rébellion du Nord-Ouest menée par Louis Riel, le PWOR fut activé. Cependant, il ne servit pas dans l’Ouest canadien et fut plutôt assigné aux devoirs de garnison aux casernes de Tête-du-Pont, de nos jours le fort Frontenac, et au fort Henry.
Lors de la seconde guerre des Boers en Afrique du Sud en 1899, le régiment fut appelé. Un nombre de ses membres servirent dans différentes unités. Pour les contributions de ses membres, le régiment reçut l'honneur de bataille « Afrique du Sud 1900 ».
Un officier du PWOR, Wallace Bruce Matthews Carruthers (en), se rendit lui-même en Afrique du Sud après s'être fait refusé pour le service en Afrique du Sud au Canada. Il fut enrôlé en tant que lieutenant et se distingua suffisamment qu'on lui proposa de rejoindre la Force régulière. De retour au Canada, on lui demande de mettre sur pied le Corps canadien des transmissions.
Le bataillon devint un régiment le 8 mai 1900 et fut alors renommé en « 14th Regiment The Princess of Wales Own Rifles ».

### Guerres mondiales

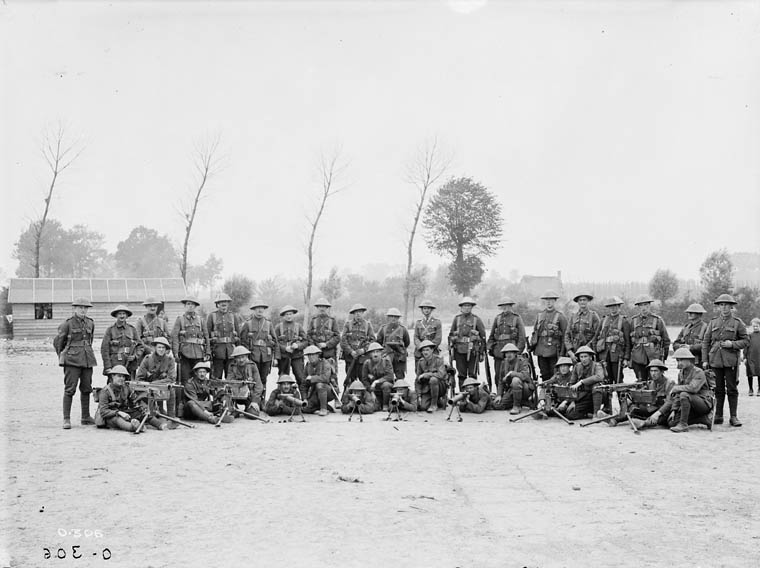
La section de mitrailleuses du 2e Bataillon, CEC en Belgique le 16 juillet 1916

Au début de la Première Guerre mondiale en 1914, plusieurs membres du régiment se portèrent volontaires pour le service. Rapidement, un contingent de 80 soldats fut formé sous la direction du capitaine George Richardson et fut déployé au sein du 2nd Battalion (Eastern Ontario Regiment), CEF (en) de la 1re Division canadienne qui fut le premier contingent canadien à être déployé. Au même moment, le 21st Battalion (Eastern Ontario), CEF (en) était formé à Kingston sous le commandement du commandant du PWOR, le lieutenant-colonel St Pierre Hughes. Le PWOR contribua également des officiers et des soldats au 59th (en), au 146th (en) et au 253rd Battalion, CEF (en).
Le PWOR perpétue l'histoire du 21st Battalion (Eastern Ontario), CEF et reçut ainsi huit honneurs de bataille au cours de trois ans de service au front.
Le 12 mars 1920, le régiment fut réorganisé en tant qu'un régiment comportant trois bataillons et fut alors renommé en « The Kingston Regiment (Princess of Wales' Own) », littéralement « Le Régiment de Kingston (De la Princess de Galles) ». Les deux bataillons portaient respectivement les noms de « 1er Bataillon (21st Battalion, (CEF) », « 2e Bataillon (59th Battalion, CEF) » et « 3e Bataillon (253rd Battalion, CEF) », les noms entre parenthèses faisant mémoire de bataillon ayant servi au sein du Corps expéditionnaire canadien lors de la Première Guerre mondiale dont l'héritage est perpétué par le régiment. Le 1er Bataillon faisait partie de l'ordre de bataille de la Milice active non permanente tandis que le 2e et le 3e Bataillon faisaient partie de l'ordre de bataille de la Réserve. Le 1er mai 1921, un quatrième bataillon, nommé « 4e Bataillon (14th Battalion, Canadian Militia) » fut ajouté au régiment. Les bataillons de réserve furent dissous le 14 décembre 1936.

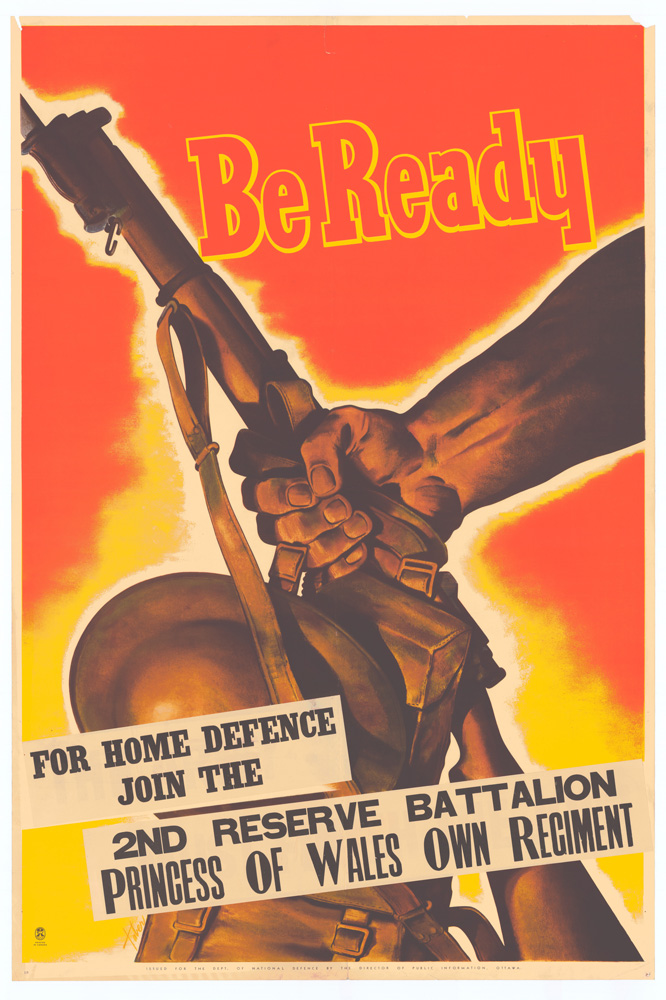
Affiche de recurement du The Princess of Wales' Own Regiment lors de la Seconde Guerre mondiale

Le 26 août 1939, dans la foulée de la Seconde Guerre mondiale, des éléments du régiment ont été mobilisés pour le service actif afin de fournir d'assurer de la protection locale jusqu'au 31 décembre 1940. Le 24 mai 1940, le régiment fournit la compagnie no  1 du bataillon mobilisé pour le service actif par The Stormont, Dundas and Glengarry Highlanders nommé « The Stormont, Dundas and Glengarry Highlanders, CASF ». Puis, le 12 mai 1942, le régiment mobilisa lui-même un bataillon pour le service actif. Il était d'abord nommé « 1er Bataillon, The Princess of Wales' Own Regiment (Machine Gun), CASF », mais fut renommé, le 19 juillet 1943, en « The Princess of Wales' Own Regiment, CIC, CASF ». Il servit afin de fournir de la défense territoriale au Canada au sein du District militaire no  4 et fut dissous le 15 octobre 1943.

### Histoire récente (depuis 1946)
En 1963, The Princess of Wales' Own Regiment ont reçu le droit de cité de la part de la ville de Kingston en Ontario. Par la même occasion, l'honorable Earl Rowe, lieutenant-gouverneur de l'Ontario, présenta au régiment son nouveau drapeau consacré. Ce nouveau drapeau comprend l'ajout de l'insigne régimentaire des Stormont, Dundas and Glengarry Highlanders accompagné des dates « 1939-1945 » pour rappeler que The Princess of Wales' Own Regiment ont fourni une compagnie de l'unité mobilisée par ce régiment pour le service en Europe lors de la Seconde Guerre mondiale et reconnaître le dévouement des membres de ce régiment.
Le 1er septembre 1970, le régiment fut réduit à une « unité mineure » et ne pouvait alors avoir qu'une seule compagnie. En 1978, elle regagne son statut d'« unité majeure » et peut à nouveau avoir un bataillon.

## Perpétuations

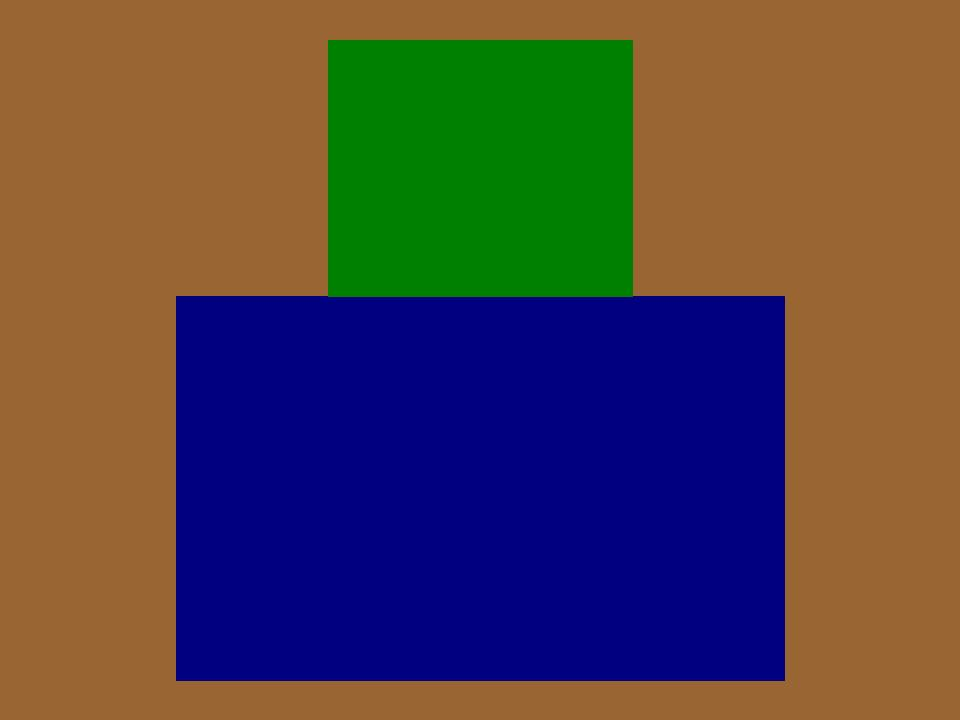
Insigne distinctif du 21e Bataillon (Eastern Ontario), CEC

The Princess of Wales' Own Regiment perpétue l'histoire de quatre unités qui ont servi au cours de la guerre de 1812 : le Battalion of Incorporated Militia of Upper Canada, le 1st Regiment of Addington Militia, le 1st Regiment of Frontenac Militia et le 1st Regiment of Lennox Militia. Il perpétue également l'histoire de trois bataillons du Corps expéditionnaire canadien qui ont servi au cours de la Seconde Guerre mondiale : le 21st Battalion (Eastern Ontario), CEF (en), le 59th Battalion (Ontario), CEF (en) et le 253rd Battalion (Queen's University Highland), CEF (en).

## Honneurs de bataille
| Guerre de 1812                | Guerre de 1812              |
| ----------------------------- | --------------------------- |
| Défense du Canada – 1812-1815 | Niagara                     |
| Seconde guerre des Boers      |                             |
| Afrique du Sud, 1900          |                             |
| Première Guerre mondiale      |                             |
| Mont Sorrel                   | Somme, 1916, '18            |
| Flers-Courcelette             | Thiepval                    |
| Hauteurs de l'Ancre           | Arras, 1917, '18            |
| Vimy, 1917                    | Cote 70                     |
| Ypres, 1917                   | Passchendaele               |
| Amiens                        | Scarpe, 1918                |
| Drocourt-Quéant (en)          | Ligne Hindenburg            |
| Canal du Nord                 | Cambrai, 1918               |
| Poursuite de Mons             | France et Flandres, 1915-18 |
| Guerre d'Afghanistan          |                             |
| Afghanistan                   |                             |

Drapeau consacré du Princess of Wales' Own Regiment affichant 11 de ses Honneurs de bataille

En plus des honneurs de bataille ci-dessus, le PWOR a reçu la distinction d'honneur de la badge de Stormont, Dundas and Glengarry Highlanders avec les années 1944-1945 pour avoir conjointement mobilisé l'unité pour le service en Europe lors de la Seconde Guerre mondiale.

## Traditions et patrimoine

Drapeau de camp du Princess of Wales' Own Regiment

Les traditions et les symboles du Princess of Wales' Own Regiment sont les éléments essentiels à l'identité régimentaire. Le symbole le plus important est l'insigne du régiment qui est composé des lettres « PWOR », c'est-à-dire l'abréviation du nom du régiment, en or et en majuscules entre deux burèles également d'or sur un fond de gueules. Le tout est cerclé par un anneau d'azur liséré d'argent qui porte l'inscription « Nunquam Cede », c'est-à-dire la devise du régiment qui signifie « Ne jamais céder » en latin, en lettres majuscules d'argent. Cet anneau est sommé d'un castor couché au naturel brochant sur trois plumes d'autruche d'argent enfilant en pointe une couronne de croix pattées et de fleurs de lis d'or brochant sur un listel d'azur liséré d'argent portant l'inscription « Ich Dien » également en lettres majuscules d'argent. « Ich Dien » signifie « Je sers » en allemand et est la devise du prince de Galles.
Un autre élément important de l'identité d'un régiment sont les marches régimentaires. La marche du Princess of Wales' Own Regiment est The Buffs.
The Princess of Wales' Own Regiment est affilié avec un régiment de la British Army, le Duke of Lancaster's Regiment (en).
Le manège militaire de Kingston dans lequel s'entraîne le régiment est un édifice fédéral du patrimoine reconnu.

## Musée régimentaire
Le musée militaire The Princess of Wales' Own Regiment est un musée régimentaire situé à Kingston en Ontario. Il collectionne et conserve des artefacts reliés au régiment ainsi qu'à d'autres organisations militaires ayant leurs racines à Kingston. Il est situé dans les Kingston Armouries qui sont un édifice fédéral du patrimoine classé.